# Rossa (piosenkarka)
Rossa, właśc. Sri Rossa Roslaina Handiyani (ur. 9 października 1978 w Sumedang) – indonezyjska piosenkarka i bizneswoman.

## Życiorys
Urodziła się 9 października 1978 w Sumedang na Jawie. Już jako dziecko interesowała się śpiewem. W wieku 10 lat wydała album z piosenkami dla dzieci zatytułowany Untuk Sahabatku. Album okazał się fiaskiem komercyjnym. Kariera muzyczna Rossy nabrała tempa dopiero wraz z wydaniem przez nią albumu Nada Nada Cinta (1996).
Wśród przebojów, które wylansowała, są m.in.  utwory „Ayat-Ayat Cinta”, „Nada-Nada Cinta” i „Cinta Tak Termiliki”. Piosenki Rossy zostały wykorzystane w filmach takich jak Ayat-Ayat Cinta i Soekarno (film biograficzny). Przez lata swojej kariery zdobyła szereg nagród, m.in. nagrody w kategoriach Ulubiona Artystka (MTV Indonesia Awards 2000) i Najlepsza Artystka (Anugerah Planet Muzik 2011).
Jej twórczość zyskała popularność nie tylko w Indonezji, ale także w Malezji i Singapurze.